# Tomasz Edelman
Tomasz Edelman (ur. 30 maja 1959 roku w Łodzi) – polski operator filmowy, wykładowca łódzkiej szkoły filmowej.

## Życiorys
- 1987: absolwent Wydziału Operatorskiego Państwowej Wyższej Szkole Filmowej, Telewizyjnej i Teatralnej im. Leona Schillera w Łodzi
- stanowisko adiunkta w Państwowej Wyższej Szkole Filmowej, Telewizyjnej i Teatralnej im. Leona Schillera w Łodzi
- wykładowca na Wydziale Edukacji Wizualnej Akademii Sztuk Pięknych im. Władysława Strzemińskiego w Łodzi
- od 2002: wykładowca na Wydziale Realizacji Obrazu Filmowego, Telewizyjnego i Fotografii w Wyższej Szkole Sztuki i Projektowania w Łodzi
- 2005: stopień doktora sztuki

## Filmografia
- 2011: Przystanek dla bocianów – kierownik produkcji
- 2010: Bossak. Kronika wypadków filmowych – producent wykonawczy
- 2006: Wielki Bobby – zdjęcia
- 1997: Portret w przestrzeni. Tadeusz Wybult – współpraca
- 1993: Katarzyna – zdjęcia
- 1987: In Claro Monti – współpraca operatorska
- 1986: Moje miejsce – zdjęcia
- 1985: Powrót – reżyseria, zdjęcia
- Dom MONARu
- Ojciec Tardif i Prado w Polsce
- Hanower 2000
- Sun&bank
- Fun@Sun
- Portret w przestrzeni

## Spektakle teatralne
- Agata – zdjęcia
- Końcówka według S. Becketta – zdjęcia